# Beautiful Eyes
Beautiful Eyes je druhé EP americké zpěvačky a skladatelky Taylor Swift. EP vyšlo 15. července 2008 skrze vydavatelství Big Machine Records, exkluzivně pro obchody Walmart ve Spojených státech a pro jejich MP3 službu. Poté, co byla MP3 služba zrušena, převedl řetězec Walmart práva na spolčenost Amazon pro jejich službu Amazon MP3. Limitované EP má primárně country popový žánr a obsahuje alternativní verze písní z debutového alba zpěvačky, Taylor Swift, které vyšlo v roce 2006. Obsahuje také dvě původní skladby („Beautiful Eyes“ a „I Heart ?“), které Swift složila již v roce 2006. „I Heart ?“ byla dříve vydána k digitálnímu stažení zakoupením CD exkluzivní verze debutového alba Taylor Swift u prodejce Best Buy. Na fyzickém vydání EP je také DVD s videoklipy singlů z jejího stejnojmenného debutového alba.
Beautiful Eyes dosáhlo deváté příčky na americkém žebříčku písní Billboard 200 a umístilo se na prvním místě žebříčku Billboard 's Top Country Albums.

## Vydání a propagace
Skladba „I Heart ?“ vyšla jako propagační singl z Beautiful Eyes dne 23. června 2008. Swift propagovala Beautiful Eyes jen minimálně, aby nedošlo k falešnému dojmu, že se jedná o její druhé album. Poprvé Swift zahrála „Beautiful Eyes“ dne 23. ledna 2005 na každoroční obchodní výstavě hudebních produktů NAAM, která se konala ve městě Anaheim v Kalifornii. „Beautiful Eyes“ bylo později provedeno jako součást setu Taylor Swift pro iHeartRadio.com 5. srpna 2008.

## Seznam skladeb
| Beautiful Eyes – Disk 1 (CD) | Beautiful Eyes – Disk 1 (CD)             | Beautiful Eyes – Disk 1 (CD) |
| Pořadí                       | Název                                    | Délka                        |
| ---------------------------- | ---------------------------------------- | ---------------------------- |
| 1.                           | Beautiful Eyes                           | 2:58                         |
| 2.                           | Should've Said No (alternativní verze)   | 3:46                         |
| 3.                           | Teardrops on My Guitar (akustická verze) | 2:58                         |
| 4.                           | Picture to Burn (verze pro rádia)        | 2:54                         |
| 5.                           | I'm Only Me When I'm with You            | 3:35                         |
| 6.                           | I Heart ?                                | 3:15                         |
| Celková délka:               | Celková délka:                           | 18:06                        |

| Beautiful Eyes – Disk 2 (DVD) | Beautiful Eyes – Disk 2 (DVD)                     | Beautiful Eyes – Disk 2 (DVD) |
| Pořadí                        | Název                                             | Délka                         |
| ----------------------------- | ------------------------------------------------- | ----------------------------- |
| 1.                            | Beautiful Eyes (videoklip)                        | 2:56                          |
| 2.                            | Picture to Burn (videoklip)                       | 3:36                          |
| 3.                            | I'm Only Me When I'm with You (videoklip)         | 3:47                          |
| 4.                            | Tim McGraw (videoklip)                            | 4:00                          |
| 5.                            | Teardrops on My Guitar (popová verze) (videoklip) | 3:26                          |
| 6.                            | Our Song (videoklip)                              | 3:30                          |
| 7.                            | Picture to Burn (making of video)                 | 22:02                         |
| 8.                            | GAC new artist special                            | 14:45                         |
| 9.                            | Should've Said No (záznam z 2008 ACM Awards)      | 4:04                          |
| Celková délka:                | Celková délka:                                    | 60:46                         |